# Stan krytyczny (reaktor jądrowy)
Stan krytyczny – stan reaktora jądrowego, w którym liczba neutronów powstających w reaktorze w jednostce czasu w wyniku rozszczepień jest równa dokładnie liczbie neutronów traconych w tym samym czasie wskutek ich pochłaniania i ucieczki. W stanie krytycznym reakcja rozszczepienia przebiega jako samopodtrzymująca się reakcja, która może przebiegać z dowolną i stałą szybkością; strumień neutronów i moc wytwarzana w rdzeniu jest stała w czasie.
Jeżeli w reaktorze liczba rozszczepień zmniejsza się w czasie to reakcja wygasa; reaktor ten znajduje się wtedy w stanie podkrytycznym. Jeżeli liczba rozszczepień wzrasta, reaktor jest w stanie nadkrytycznym.

## Współczynnik powielania neutronów
Wskaźnikiem informującym o stanie krytyczności reaktora (reakcji rozszczepienia) jest współczynnik powielania neutronów {\displaystyle k_{ef};} informuje on o zmianie liczby neutronów powstających w wyniku rozszczepienia w kolejnych pokoleniach reakcji.
W zależności od wartości współczynnika powielania neutronów wyróżnia się stany reakcji łańcuchowej:
- {\displaystyle k_{ef}<1,} stan podkrytyczny – w kolejnych pokoleniach liczba neutronów powstałych z reakcji rozszczepienia i wywołujących kolejne rozszczepienia jest mniejsza od liczby neutronów inicjujących to pokolenie. Reakcja łańcuchowa nie będzie samopodtrzymująca się.
- {\displaystyle k_{ef}=1,} stan krytyczny – liczba neutronów powstałych w reakcji rozszczepienia, które wywołają następne rozszczepienia, jest równa liczbie neutronów wywołujących rekcję w danym pokoleniu. Reakcja może przebiegać jako samopodtrzymująca się reakcja łańcuchowa.
- {\displaystyle k_{ef}>1,} stan nadkrytyczny – liczba neutronów powstałych na danym etapie i dostępna dla kolejnego etapu jest większa niż liczba neutronów wywołujących etap.

Opisane powyżej definicje mają pełne zastosowanie do reaktora przy zerowym poziomie mocy (do około 1% mocy znamionowej reaktora) oraz w stanie ustalonym reaktora.
W celu oceny wartości współczynnika powielania neutronów opracowano formuły. Wzór czteroczynnikowy ujmuje cykl życia neutronu w reaktorach termicznych, uwzględniając powstawanie neutronów w rozszczepieniu, pochłanianie szybkich neutronów, pochłanianie rezonansowe w trakcie spowalniania oraz pochłanianie neutronów termicznych. Wzór sześcioczynnikowy uwzględnia dodatkowo ucieczkę neutronów szybkich i termicznych z rdzenia reaktora.

## Prosta kinetyka reaktora
Równanie określające kinetykę neutronów – uwzględniające najprostszy, opisany wyżej model nieuwzględniający zewnętrznych źródeł neutronów i neutronów opóźnionych – określa równanie:
{\displaystyle {\frac {d}{dt}}n(t)={\frac {k-1}{l}}n(t).}
Jego rozwiązaniem jest:
{\displaystyle n(t)=n(0)\exp \left({\frac {k-1}{l}}t\right).}
Wielkość l to średni czas jaki mija między powstaniem neutronu a wywołaniem przez niego kolejnego rozszczepienia (czas życia neutronu). Jest to bardzo krótki czas w reaktorach na neutronach termicznych wynoszący 10−5 s, a w reaktorach na neutronach szybkich 10−7 s. Oznacza to potężne zmiany szybkości reakcji w ciągu sekundy nawet przy niewielkiej zmianie współczynnika powielania neutronów. Sterowanie reaktorem umożliwiają inne zjawiska, głównie efekt neutronów opóźnionych, oraz ujemny współczynnik temperaturowy reaktywności reaktora.

## Reaktor w stanie podkrytycznym
W reaktorze w stanie podkrytycznym zachodzi reakcja łańcuchowa inicjowana rozszczepieniem spontanicznym, neutronami z przemian jądrowych w reaktorze lub wprowadzanymi do reaktora z zewnątrz, a także innymi cząsteczkami inicjującymi rozszczepienie jądra. Czynniki te wywołują zanikające łańcuchy rozszczepień. Strumień neutronów w reaktorze, a tym samym i liczba rozszczepień, jest zwielokrotniany, zależnie od współczynnika powielania neutronów:
{\displaystyle {\frac {1}{M}}={\frac {1}{1-k_{ef}}}.}
Dla źródła neutronów o natężeniu {\displaystyle S_{0}} strumień neutronów w rdzeniu reaktora w stanie podkrytycznym ustalonym określa wzór:
{\displaystyle N={\frac {S_{0}}{1-k}}={\frac {S_{0}}{M}}.}
Reaktor pracuje w stanie podkrytycznym w fazie rozruchu i w fazie wyłączania. Procedury obsługi wielu reaktorów przewidują w fazie rozruchu wykonywanie czynności zwiększających reaktywność, odczekanie około 1–2 minut, pomiar strumienia neutronów i określenie wykresu zależności 1/M. Osiągnięcie wartości 0 odpowiada osiągnięciu stanu krytycznego.
Reaktory krytyczne (mocy zerowej) i podkrytyczne konstruowane są w celu badań nad fizyką procesów jądrowych, materiałów oraz technik reaktorowych. W Polsce w Instytucie Badań Jądrowych w Świerku k/Warszawy zbudowano cztery zestawy krytyczne znane pod nazwami ANNA, MARYLA, AGATA, PANNA oraz zestaw podkrytyczny Helena.
Rozważa się, że w przyszłości reaktory energetyczne będą konstruowane jako reaktory, w których reakcja łańcuchowa będzie następować w stanie podkrytycznym, a brakujące neutrony – by reakcja przebiegała z potrzebną mocą – będą wytwarzane za pomocą akceleratora cząstek i wprowadzane do rdzenia reaktora.

## Neutrony startowe

Schemat rdzenia reaktora RBMK z Czarnobyla. Niebieskie kwadraty to źródła neutronów startowych.

By zapoczątkować łańcuchową reakcję rozszczepienia w reaktorze muszą zostać wytworzone neutrony inicjujące reakcję. W reaktorze atomowym opartym na nowym paliwie uranowym występują praktycznie tylko izotopy uranu 235 i 238. Izotopy te ulegają samorzutnemu rozszczepieniu, jednak szybkość tych reakcji jest mała. Jeden gram uranu 235 generuje średnio jeden neutron na około 3 godziny, a izotopu 238 co około jedną minutę. Nawet po zwielokrotnieniu przez reakcję łańcuchową jest to zbyt mało, aby – na podstawie wskazań przyrządów – wprowadzić bezpiecznie w rozsądnym czasie reaktor w stan krytyczności. Dlatego w reaktorach umieszcza się dodatkowe źródła neutronów zwanych źródłami neutronów startowych. Źródłem neutronów startowych jest izotop, który ulega spontanicznemu rozszczepieniu z większym prawdopodobieństwem lub ulega przemianie jądrowej z wydzieleniem neutronu pod wpływem promieniowania alfa (np. beryl) lub fotonów (deuter).

## Neutrony opóźnione
Większość neutronów powstających w wyniku rozszczepienia jest uwolniona w samym rozszczepieniu. Są to tzw. neutrony szybkie; wywołują one kolejne rozszczepienia w czasie mniejszym niż milisekunda. Niewielkim dodatkowym źródłem neutronów są produkty rozszczepienia. Niektóre z jąder powstałych w wyniku rozszczepienia to izotopy radioaktywne o krótkim czasie półtrwania, a ich rozpady promieniotwórcze uwalniają dodatkowe neutrony po pewnym czasie opóźnienia, nawet do kilku minut po rozszczepieniu. Te neutrony, które stanowią średnio mniej niż jeden procent wszystkich neutronów uwalnianych przez rozszczepienie, nazywane są neutronami opóźnionymi. Neutrony powstające z opóźnieniem są ważnym czynnikiem umożliwiającym projektowanie sterowaniem reaktorami jądrowymi, ponieważ dają czas na dokonanie kontroli poziomu mocy reaktora poprzez stopniowy, mechaniczny ruch prętów kontrolnych. Względną liczbę neutronów opóźnionych z uwzględnieniem ich wpływu na rozszczepienie określa się współczynnikiem {\displaystyle \beta _{ef}.}

## Neutrony opóźnione a stan krytyczny
Z uwzględnieniem neutronów opóźnionych stan reaktora określa następująco:
- Natychmiastowo krytyczny {\displaystyle (k_{ef}>1+\beta _{ef})} – współczynnik powielania neutronów jest tak duży, że w następnym pokoleniu jest więcej rozszczepień wywołanych neutronami natychmiastowymi niż rozszczepień w danym pokoleniu. Czas między powstaniem neutronu a wywołaniem przez niego rozszczepienia jest równy około 10−5 sekundy. Reaktor w tym stanie zwiększa moc z dużą szybkością i praktycznie nie jest możliwy do sterowania[7].
- Natychmiastowy podkrytyczny, opóźniony nadkrytyczny {\displaystyle (1<k_{ef}<1+\beta _{ef})} – współczynnik powielania jest większy od jedności i rośnie szybkość reakcji rozszczepienia w reaktorze. W tym przypadku sama produkcja szybkich neutronów jest niewystarczająca do zrównoważenia strat neutronów, a opóźnione neutrony są potrzebne do podtrzymania reakcji łańcuchowej. Przy wzroście ilości neutronów neutrony opóźnione pojawiają się z opóźnieniem. Populacja neutronów wzrasta, ale znacznie wolniej niż w wyżej wymienionym stanie (średni czas życia generacji z opóźnionymi neutronami ~0,1 s)[1].
- Natychmiastowy podkrytyczny, opóźniony krytyczny {\displaystyle (k_{ef}=1)} – reaktywność reaktora jest równa zeru. W tym przypadku sama produkcja szybkich neutronów jest niewystarczająca do zrównoważenia strat neutronów, a opóźnione neutrony są potrzebne do podtrzymania reakcji łańcuchowej. Nie ma zmian w populacji neutronów w czasie, a reakcja łańcuchowa będzie samowystarczalna. Ten stan jest taki sam jak stan krytyczny z podstawowej klasyfikacji[1].
- Natychmiastowy podkrytyczny, opóźniony podkrytyczny {\displaystyle (k_{ef}<1)} – reaktywność reaktora jest mniejsza niż zero. W tym przypadku produkcja wszystkich neutronów jest niewystarczająca do zrównoważenia strat neutronów, a reakcja łańcuchowa nie jest samowystarczalna. Jeżeli rdzeń reaktora zawiera zewnętrzne lub wewnętrzne źródła neutronów, reaktor znajduje się w stanie, który jest zwykle nazywany mnożeniem podkrytycznym[1].

By wprowadzić reaktor do pracy jego reaktywność zwiększa się do momentu, aż znajdzie się w stanie nadkrytycznym opóźnionym, ale bez przekraczania progu natychmiastowo krytycznego. W reaktorach jądrowych jest to możliwe z powodu opóźnionych neutronów. Ponieważ upływa trochę czasu, zanim te neutrony zostaną wyemitowane po rozszczepieniu, możliwe jest kontrolowanie reakcji jądrowej za pomocą prętów kontrolnych. Sterowanie większości reaktorów ułatwia także malejąca reaktywności przy wzroście temperatury rdzenia i w trakcie pracy. Korygując stan reaktora, wynikły ze zmiany pracy jego parametrów, stopniowo zwiększania się moc reaktora. Przy prawidłowym sterowaniu reaktor pozostaje w stanie nadkrytycznym opóźnionym.
Po osiągnięciu wymaganej mocy reaktor pracuje w stanie zbliżonym do krytycznego, ale w miarę pracy reaktora gromadzą się w nim produkty rozszczepienia pochłaniające neutrony, zwane truciznami reaktorowymi. Obsługa musi wiedzieć jak wysunięcie prętów regulacyjnych wpływa na reaktywność reaktora, by dokonane zmiany odniosły odpowiednią zmianę stanu reaktora. Zbyt duże zwiększenie reaktywności reaktora może doprowadzić do zbliżenia się bądź przekroczenia stanu natychmiastowo krytyczny, co prowadzi do gwałtownego zwiększenia mocy reaktora. Zdarzenia takie, nazywane incydentami krytyczności, mogą prowadzić do zniszczenia reaktora.